# Historia paleontologii

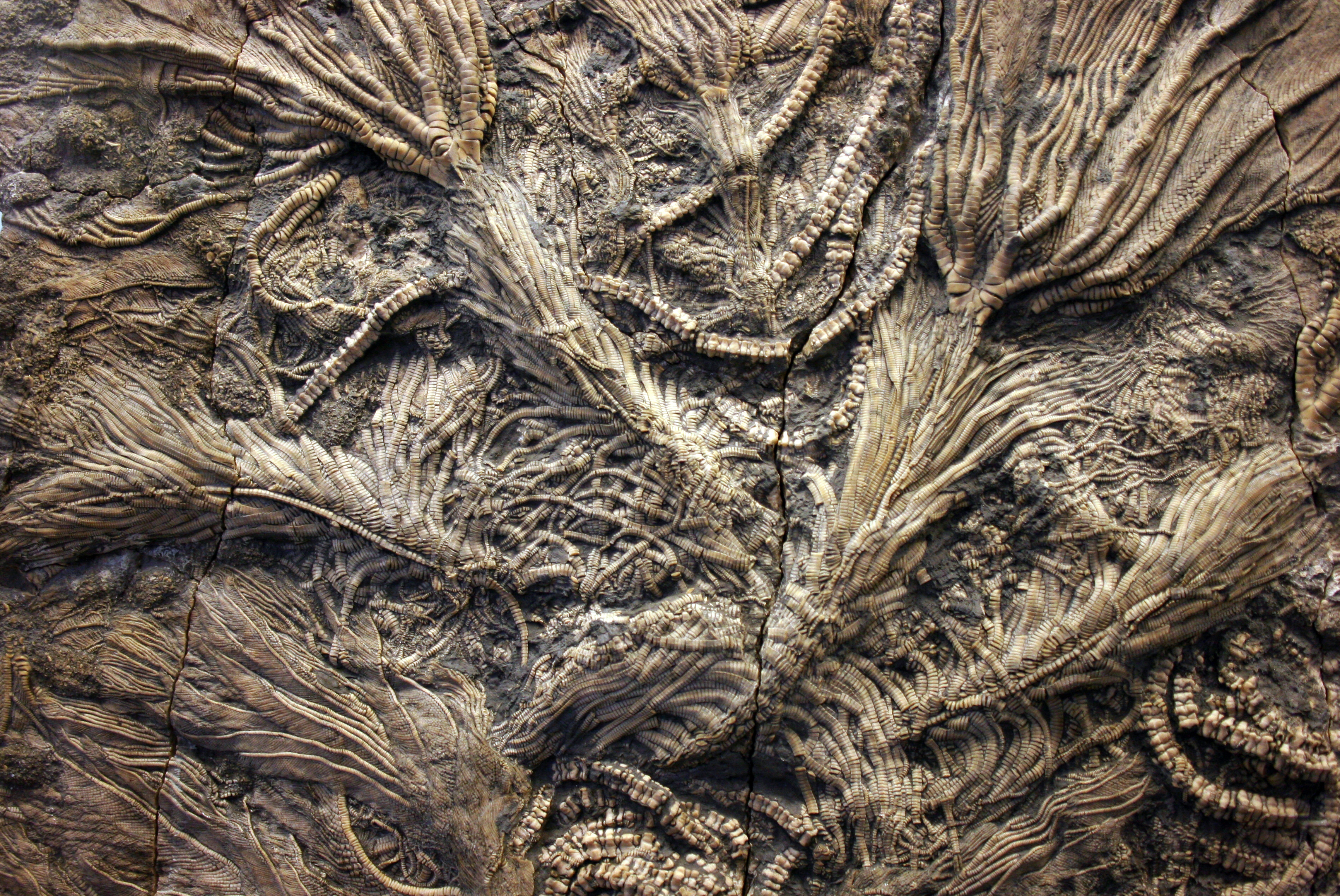
Skamieniałości jurajskich liliowców

Historia paleontologii – dzieje nauki o historii życia na Ziemi i organizmach kopalnych, obejmującej kilka wyodrębnionych dziedzin, tj. paleozoologia, paleobotanika, paleoantropologia i ściśle związanej z innymi naukami przyrodniczymi (np. geologia). Jej nazwa – paleontologia – pochodzi od greckich słów palaios (stary), on (dopełniacz ontos) – byt oraz logos – nauka.
Paleontologia jako samodzielna nauka zaczęła się rozwijać w XIX wieku, jednakże skamieniałości budziły zainteresowanie już w czasach prehistorycznych i w starożytności. W miejscach pochówku ludzi pierwotnych znaleziono liczne artefakty wykonane ze skamieniałych muszli oraz członów łodyg liliowców. Od XVIII w. rozwijająca się geologia dostarczała coraz to nowych dowodów następstwa okresów geologicznych i towarzyszącego mu następstwa zwierząt i roślin. Samego terminu paleontologia pierwszy użył Blainville w 1822 r. Jako twórcę paleontologii i paleozoologii jako odrębnej nauki wymienia się zazwyczaj Georges’a Cuviera lub Williama Smitha, a w przypadku paleobotaniki – Adolphe’a Brongniarta.

## Do XVII wieku
Skamieniałości, zwłaszcza te bardziej spektakularne, budziły zdziwienie i ciekawość człowieka już w starożytności. Arystoteles uważał je za formy pochodzenia nieorganicznego, w przeciwieństwie do Ksenofanesa, który twierdził, że są to szczątki zwierząt, które żyły w morzach ongiś występujących na danym obszarze. Podobnie sądził Empedokles, przy czym obaj zwracali uwagę na fakt, iż opisane przez nich jako morskie muszle i ryby obecnie występują na terenie górzystym. Ksenofanes opisał także skamieniałe liście, oznaczając je jako związane z wawrzynem. Dość dużą uwagę w czasach antyku śródziemnomorskiego przywiązywano do genezy bursztynu. Nikiasz podawał, że jantar to promienie słoneczne zastygłe przy kontakcie z wodą, a Pyteasz z Massalii podał, że jest to stwardniała piana morska. O bursztynie jako stwardniałej żywicy drzew pisał Arystoteles, a później Pliniusz Starszy, Tacyt oraz Owidiusz w Przemianach. Ten ostatni wiązał go z topolą, niektórzy antyczni pisarze wskazywali na cedr, a Pliniusz Starszy na sosnę, jako źródło bursztynu. Skamieniałości znajdywane w bursztynie były prawidłowo opisywane jako szczątki zwierząt lub roślin przez Tacyta, Pliniusza Starszego, a także w Epigramach Marcjalisa. Jednak zarówno Tacyt, jak i Pliniusz piszą o żywicowaniu drzew w czasie teraźniejszym, a nie jako o procesie z głębokiej przeszłości co jest wymagane w przypadku skamieniałości.
W średniowieczu i renesansie powstało wiele sprzecznych interpretacji odnośnie do pochodzenia skamieniałości. Dominowało przekonanie, że są to nieorganiczne struktury, wybryki natury, powstające pod wpływem nieznanej siły określonej obrazowym mianem vis plastica bądź virtus formativa. Twórcą tego poglądu był Teofrast, zmodyfikował go Awicenna, a następnie Albert Wielki. Albert Wielki dopuszczał myśl, że skamieniałości mogą pochodzić od żywych istot, lecz obracane są w skamieniałości pod wpływem siły kamieniotwórczej. Pogląd ten przyjmowany był przez większość naturalistów jeszcze w XVI wieku. Wtedy też zaczęła się era gromadzenia okazów paleontologicznych; powstawały kolekcje muzealne, nawet szczegółowe opisy, rzadko jednak sugerujące, że opisywany okaz może mieć coś wspólnego ze zwierzętami żyjącymi.
W latach 1509–1517 podczas budowy cytadeli San Felice w Weronie odkryto wielką liczbę skamieniałości. Wzbudziło to wzrost zainteresowania skamieniałościami. W 1517 roku oglądał je Girolamo Fracastoro, który podał trzy różne wyjaśnienia odnośnie do ich powstania:
- skamieniałości są pozostałościami po biblijnym potopie (dyluwializm); to wyjaśnienie wprowadził Ristoro d'Arezzo w XIII wieku, bronili go Luter i Kartezjusz;
- powstały w wyniku samorództwa, podobnie jak kryształy; Fracastoro odrzucił to wyjaśnienie;
- są to pozostałości po morzu.

Leonardo da Vinci twierdził, że skamieniałości są to szczątki zwierząt żyjących kiedyś w morzach zalewających kiedyś duże połacie ziemskie. Jednak badane przez niego okazy, podobnie jak w przypadku analiz Ksenofanesa, reprezentowały grupy mięczaków morskich żyjących również współcześnie i dlatego były łatwe do sklasyfikowania. Jako jeden z pierwszych badaczy rysunki skamieniałości w książce umieścił Konrad Gesner w jednym z tomów Historia animalium (z 1565), ilustrując skamieniałego kraba (którego prawidłowo rozpoznał), człony łodyg liliowców i rostra belemnitów (tych skamieniałości nie powiązał ze światem organicznym). Rudwick (1985) uznaje publikację Gesnera za jedną z kluczowych w historii paleontologii.
Skamieniałości odkrywano także w Ameryce: Indianie z miasta Tlaxcala odkryli kości mastodonta i w 1519 roku pokazali je armii Corteza – były to pierwsze skamieniałości kręgowców z półkuli zachodniej widziane przez Europejczyków. Przez następnych 120 lat nie dokonywano jednak na tym kontynencie istotniejszych odkryć paleontologicznych.

## Wiek XVII

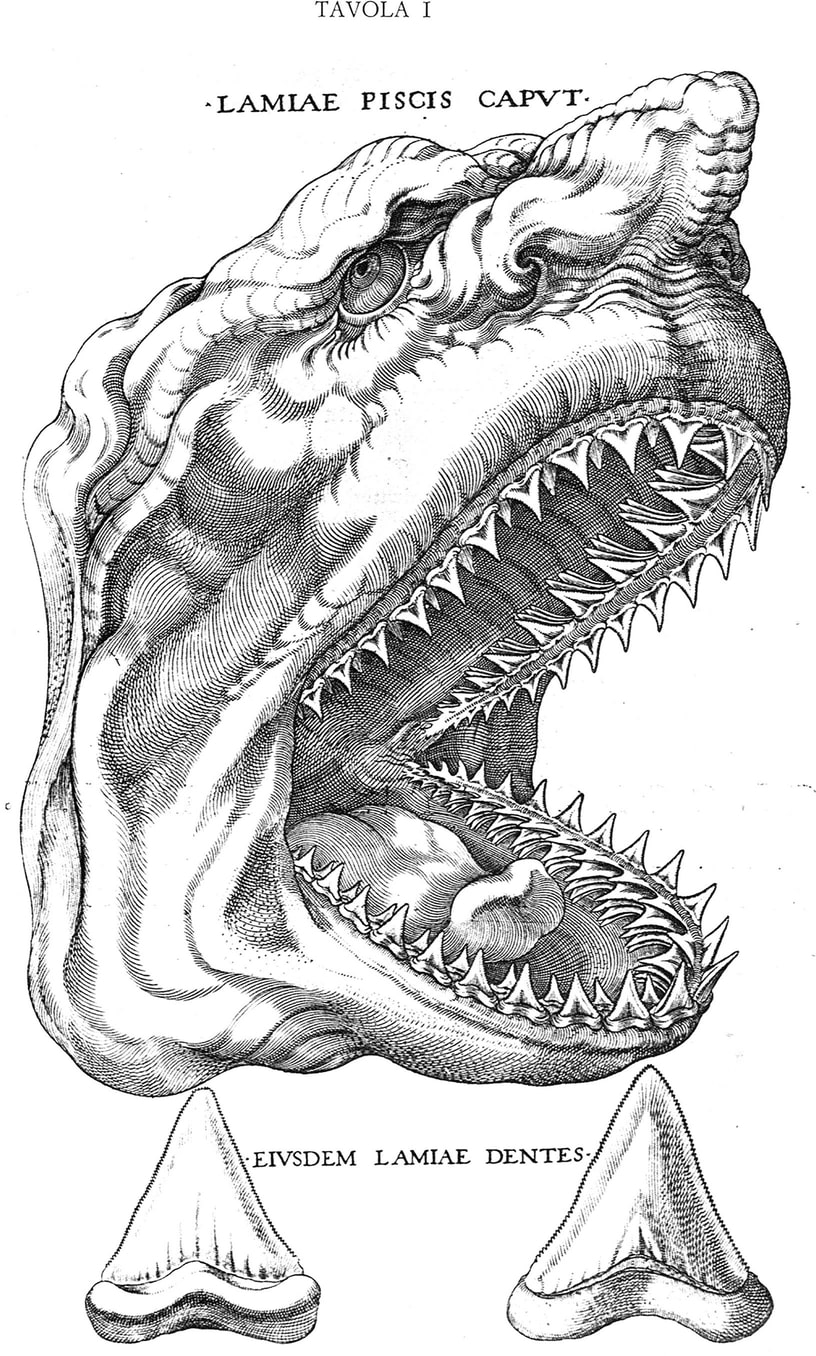
Ilustracja z publikacji Steno (1667), głowa rekina i jego zęby zestawione ze skamieniałymi zębami

Znaczący przełom dokonał się w wieku XVII. W 1665 roku Robert Hooke opublikował swe dzieło Micrographia, w którym zamieścił ilustracje skamieniałości obserwowanych pod mikroskopem. Jedna z nich dotyczyła skamieniałego drewna, inna normalnego drewna dla porównania. Doszedł do wniosku, że spetryfikowane drewno było niegdyś normalnym drewnem, jego zdaniem zostały one nasączone przez wodę cząstkami kamienia i ziemi. Sugerował, że podobny proces przeszły skamieniałości morskie. W 1668 roku Hooke wyraził pogląd, że skamieniałości dokumentują historię życia na Ziemi. Jako pierwszy uznał, że amonity są skamieniałymi szczątkami dawnych zwierząt, podobnych do współczesnych łodzików. Badał skamieniałe żółwie, sformułował przy tej okazji wniosek, że niektóre rodzaje skamieniałości mogą być wskaźnikiem paleośrodowiska.
Nicolaus Steno był propagatorem tezy, że skamieniałości są pochodzenia organicznego. Wykazał też, że część skał powstaje na drodze sedymentacji i są to skały osadowe. W 1667 roku sformułował, obowiązujące do dziś, cztery podstawowe zasady stratygrafii: zasadę pierwotnie poziomego położenia warstw skalnych, ciągłości obocznej warstw, zasadę superpozycji oraz zasadę przecinania. Wprowadził podział dziejów Ziemi na epoki geologiczne. Steno, podobnie jak większość mu współczesnych, był przekonany, że skamieniałości są rezultatem potopu ogólnoświatowego. W 1669 r. w swoim kolejnym dziele, De solido intra solidum naturaliter contento dissertationis prodromus, dowodził, że nie wszystkie skamieniałości są organicznego pochodzenia. Opisał w nim efekty badań krystalograficzne odkrywając prawo stałości kątów w kryształach.
Martin Lister (1638–1712) i John Ray (1627–1705) kontynuowali dyskusję o organicznym pochodzeniu skamieniałości. Wyrazili pogląd, że amonity, które według Hooke’a są organicznego pochodzenia, nie przypominają żadnej z żyjącej istot. Gdyby więc przyjąć tezę o biologicznej genezie amonitów, to trzeba by zaakceptować wymieranie grup organizmów. Ich zdaniem było to trudne do zaakceptowania z filozoficznych i teologicznych powodów. Z tego powodu uznali amonity za twory nieorganicznego pochodzenia. Lister zresztą w ogóle zanegował organiczne pochodzenie skamieniałości.

## Wiek XVIII

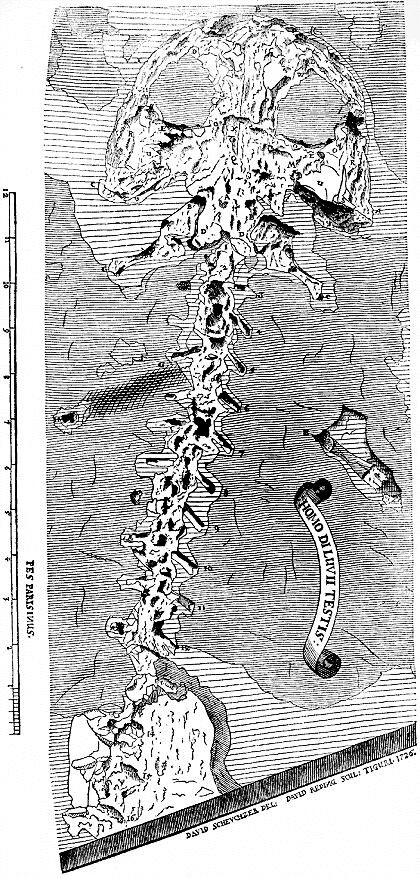
„Stary grzesznik” Scheuchzera

Wiek XVIII przyniósł dalszy rozkwit większości nauk przyrodniczych, a mniemanie, że skamieniałości są szczątkami starodawnych zwierząt i roślin utrwaliło się na dobre, co widać już w dziełach Linneusza. Powstanie skamieniałości tłumaczono zwykle w oparciu o biblijną opowieść o potopie (łac. diluvium), który – jak sądzono wówczas – położył kres życiu tych wszystkich dziwnych form zwierzęcych. Była to tak zwana teoria dyluwialna, a jej zwolenników zwano dyluwialistami. Jednym z bardziej znanych dyluwialistów był szwajcarski uczony Johann Jakob Scheuchzer, który wsławił się tym, że opisał szkielet kopalnej salamandry jako szczątki grzesznika zatopionego przez zesłany przez Boga potop. Tym niemniej Scheuzcher jest autorem pierwszej w dziejach monografii naukowej na temat flory kopalnej (Herbarium diluvianum, 1709). Teorie dyluwialistów były krytykowane przez Buffona i Łomonosowa.
Georges Buffon, w swej opublikowanej w 1778 roku pracy Epochs of Nature, odniósł się do odkrycia w północnej Europie skamieniałości tropikalnych gatunków, takich jak słonie i nosorożce. Uznał to za dowód, że dawniej klimat na Ziemi był znacznie cieplejszy i że dokonuje się stałe, stopniowe ochładzanie Ziemi.
William Smith pracując jako inżynier w kopalni węgla kamiennego w Somerset zaobserwował, że skamieniałości zawarte w skałach występują w profilu pionowym w określonym i stałym porządku, tzn. że w starszych warstwach są inne zespoły skamieniałości niż w młodszych. Zapoczątkował tym samym metodę biostratygraficzną do określania wieku względnego skał na podstawie kolejności warstw geologicznych. Smith sporządził pierwszą geologiczną mapę Anglii.
W 1739 roku dokonano pierwszego od czasów Corteza istotnego odkrycia paleontologicznego w Ameryce: w rzece Ohio odkryto duże kości, które wysłano do zbadania do Francji (badali je m.in. Jean-Étienne Guettard, Louis Jean Daubenton i Georges Buffon). W 1766 roku odkryto kolejne szczątki, które tym razem wysłano do Londynu. Pod koniec XVIII wieku ustalono, że należały one do mastodonta, obecnie znanego pod nazwą Mammut americanum. Skamieniałościami interesowali się wybitni ówcześni Amerykanie, tacy jak Benjamin Franklin, Thomas Jefferson czy Caspar Wistar, określany jako pierwszy w pełni profesjonalny amerykański paleontolog.
W 1742 pojawiła się Historia succinorum corpora aliena involventium – pionierskie opracowanie inkluzji zwierzęcych i roślinnych z bursztynu bałtyckiego, oparte na drezdeńskiej kolekcji Augusta II, a napisane przez N. Sendeliusa.

## Narodziny współczesnej paleontologii

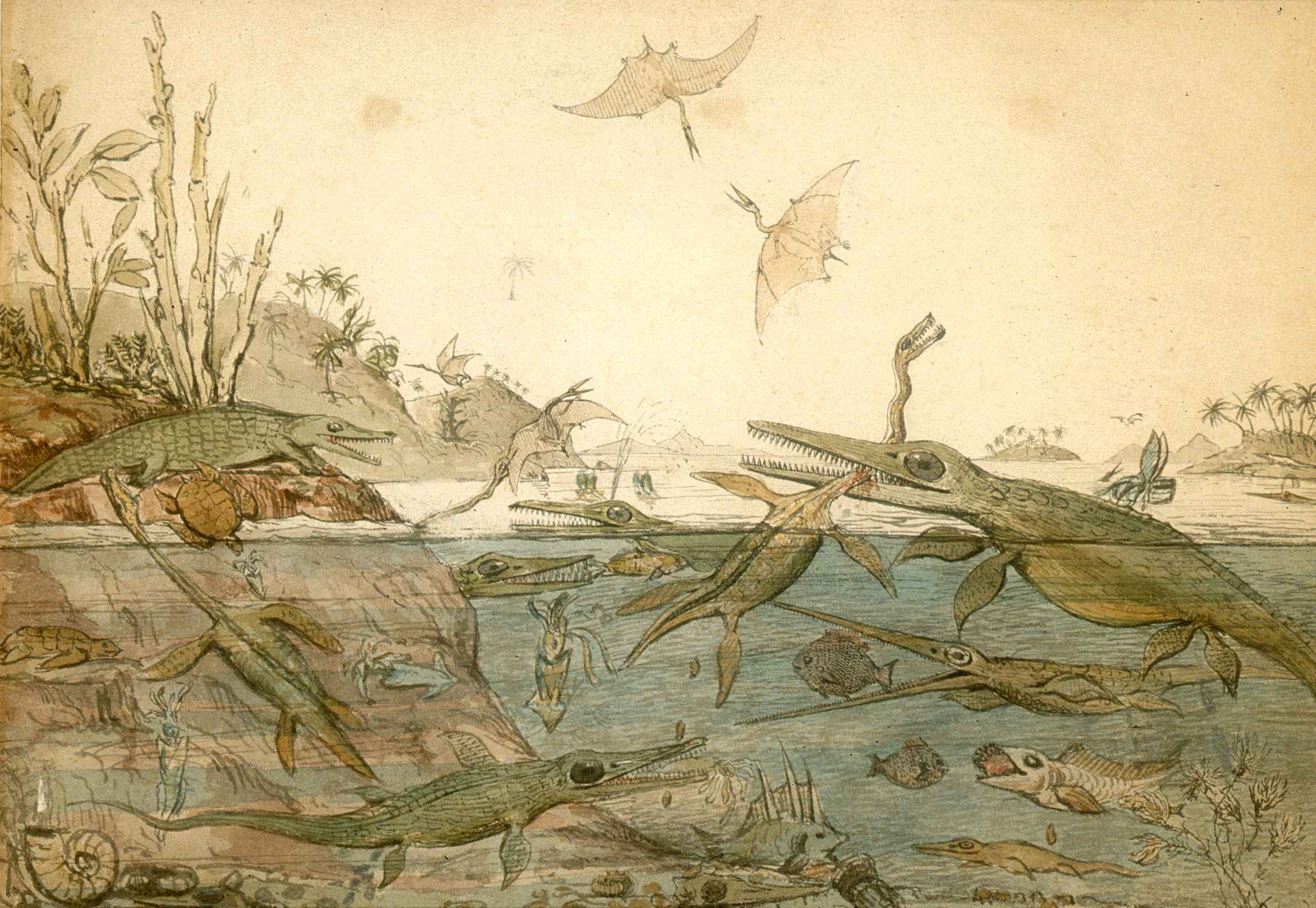
Duria Antiquior – obraz wykonany przez geologa Henry’ego De la Beche’a na podstawie skamieniałości odkrytych przez Mary Anning

Na przełomie XVIII i XIX w. pogląd o tym, że skamieniałości są pozostałościami zwierząt lub roślin był już powszechny. W związku z uznaniem organicznej genezy skamieniałości ważna stała się kwestia czy skamieniałości reprezentują współczesne gatunki, a jeśli są to gatunki wymarłe, to jaki jest związek między nimi a współczesnymi. Zarysowały się w związku z tym trzy ważne koncepcje: 1 – gatunki są niezmienne w czasie; 2 – gatunki co pewien czas masowo wymierają w wyniku nagłych, krótkotrwałych wydarzeń geologicznych, na ich miejsce nagle pojawiają się nowe gatunki (katastrofizm), 3 – gatunki powstają z innych gatunków poprzez stopniowe przemiany (ewolucjonizm).
Tezy o ewolucyjnym rozwoju świata organicznego sformułował Étienne Geoffroy Saint-Hilaire, a zwłaszcza Jean-Baptiste de Lamarck (1809). Teoria katastrofizmu, w swojej najprostszej wersji, zakładającej zagładę wielu zwierząt w czasie biblijnego potopu była głoszona już przez dyluwialistów, jednak wzrastająca wiedza o zróżnicowaniu i zmienności skamieniałości doprowadziła niektórych paleontologów z I połowy XIX w. do wniosku, że w dziejach Ziemi katastrofalne wydarzenia powtarzały się wielokrotnie, a za każdym razem ginęła w nich znaczna większość ówcześnie żyjących organizmów. Twórcą takiej koncepcji był Georges Cuvier (1769–1832), francuski anatom i paleontolog, który katastrofom geologicznym nadawał wielkie znaczenie w przemianach świata organicznego. Sukcesję organizmów uzgadniał z kolejnością warstw w zapisie kopalnym. Odrzucał istnienie „człowieka kopalnego”. Większość przyrodników z początku XIX w. przychyliła się do katastroficznych poglądów Cuviera, co było m.in. wynikiem wygrania przez niego debaty z Geoffroy Saint-Hilaire’em we Francuskiej Akademii Nauk.
Charles Lyell był propagatorem uniformistycznej geologii, głoszącej, że czynniki fizyczne i chemiczne, oddziałujące na skorupę ziemską, były w przeszłości podobne do dzisiejszych. Odrzucał katastrofizm i przyczynił się do ugruntowania poglądu o niezmiernie długim czasie trwania okresów geologicznych. Zasadę tę rozwinął i uzasadnił w swoim podstawowym dziele Principles of Geology (1830–1833). Lyell był zdania, że niektóre dowody przemawiające na rzecz katastroficznych zmian w zapisie kopalnym, a nawet dowody na rzecz bezpośredniej sukcesji w historii życia, są iluzją spowodowaną przez niedoskonałość tego zapisu. Jako przykład podawał, że brak ptaków oraz ssaków w najwcześniejszych warstwach geologicznych jest po części rezultatem niedoskonałej fosylizacji sprawiającej, że morskie organizmy łatwiej ulegają fosylizacji.
Pierwsza katedra paleontologii powstała w 1853 w Muzeum Historii Naturalnej w Paryżu utworzona przez Alcide’a d’Orbigny’ego.
W 1854 r. powstała pierwsza monografia poświęcona mikropaleontologii Mikrogeologie, autorstwa Ehrenberga, dając początek tej dziedzinie paleontologii.
Szwajcar Louis Agassiz badał skamieniałe organizmy ryb oraz organizmów słodkowodnych, jest twórcą paleoichtiologii. Agassiz emigrował do Stanów Zjednoczonych i został wykładowcą na Uniwersytecie Harwardzkim (1846). Uważał, że gatunki nie ulegały przekształceniu, ale były niszczone w kolejnych katastrofach.
Przełomowym wydarzeniem było opublikowanie przez Darwina jego dzieła O powstawaniu gatunków (1859). Paleontologia zaczęła odtąd zajmować się m.in. odtworzeniem filogenetycznej kolejności i odtworzeniem ścieżek ewolucji organizmów.
W 1861 roku odkryto skamieniałe szczątki Archaeopteryx.
W XIX w. rozpoczęto też badanie szczątków hominidów, w tym Homo sapiens i jego linii filogenetycznej. Pierwsza skamieniałość oznaczona jeszcze w 1726 r. przez Scheuchzera, jako szkielet człowieka kopalnego została zweryfikowana negatywnie przez Cuviera, jednak w 1856 r. odkryto w Niemczech szczątki ludzkie, co zapoczątkowało dyskusję nad neandertalczykiem i nad kopalnymi przodkami człowieka. W 1891 r. Eugène Dubois natrafił na Jawie na kości innego gatunku hominida, znanego dziś jako Homo erectus, a w 1925 r. Raymond Dart opisał z Afryki pierwszego przedstawiciela australopiteków.
W drugiej połowie XIX wieku nastąpił gwałtowny rozwój paleontologii w Ameryce Północnej. W 1858 Joseph Leidy opisał hadrozaura, który był pierwszym dinozaurem znanym z Ameryki Północnej. Po wojnie secesyjnej nastąpiła gwałtowna rozbudowa linii kolejowych, budowa baz wojskowych oraz osad na Dzikim Zachodzie, co zaowocowało wzrostem kolekcji skamieniałości. Przełożyło się to na poznanie naturalnej historii Ameryki Północnej, włącznie z odkryciem dowodów istnienia w kredzie Morza Środkowego Zachodu. Odkryto wiele ważnych skamieniałości dawnych ptaków i koni oraz nieptasich dinozaurów, w tej liczbie Allosaurus, Stegosaurus i Triceratops. Znaczna część tych odkryć była wynikiem rywalizacji pomiędzy dwoma uczonymi: Othnielem Marshem i Edwardem Cope’em. Przeszła ona do historii jako wojna o kości.

## Współczesna paleontologia

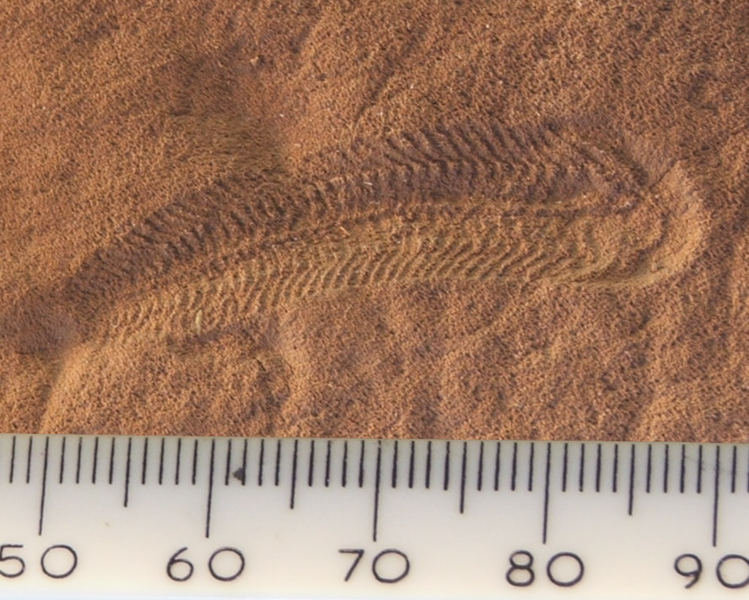
Skamieniałość Spriggina floundersi

Dwa ważne wynalazki XX wieku spowodowały dalszy rozwój paleontologii. Pierwszym było datowanie izotopowe, które umożliwiło bardziej pewne niż dotychczas datowanie i kalibrację wiekową tabeli stratygraficznej. Drugim odkryciem była teoria płyt tektonicznych, która pomogła powiązać historię życia z geograficznym zasięgiem organizmów.
Na początku XX wieku działał austriacki paleontolog Othenio Abel, uznawany za twórcę paleobiologii – jednego z głównych nurtów w paleontologii. Abel chciał połączyć paleontologię i biologię w oparciu o uniwersalne prawo natury, tzw. „prawo biologicznej inercji”, które z kolei opierało się na neolamarkizmie.
W XX wieku poszukiwania paleontologiczne prowadzono już nie tylko głównie w Europie i Ameryce Północnej, lecz na wszystkich kontynentach.
Do połowy XX wieku nie było powszechnie akceptowanych odkryć skamieniałości prekambryjskich, a według Darwina słabym punktem jego teorii był brak szczątków kopalnych wczesnych formach życia. W latach 50. dokonano kilku ważnych odkryć w tej dziedzinie. W końcu XX wieku paleobiologia dokumentowała historię życia do 3,5 miliarda lat wstecz.
Swoisty przełom w paleontologii miał miejsce w latach 70. XX wieku. Rozpoczął się on w badaniach nad dinozaurami, jednak swoim zasięgiem objął również wiele innych działów paleontologii. Do tego okresu skamieniałościami zajmowali się głównie geolodzy, którzy przeważnie jedynie je opisywali, natomiast później coraz częściej badali je biolodzy, zainteresowani życiem tych zwierząt. Kluczowe znaczenie miał artykuł Roberta Bakkera Dinosaur renaissance z 1974 roku. Kontrowersyjne wówczas teorie Bakkera rozbudziły zainteresowanie dinozaurami (i paleontologią w ogóle) również wśród opinii publicznej. Mimo coraz lepszego poznania paleobioróżnorodności, tempo nowych odkryć paleontologicznych wciąż przyspiesza: przykładowo nowy gatunek dinozaura jest opisywany średnio co około dwa tygodnie.